# 弯头曲霉
弯头曲霉（学名：Aspergillus deflectus）是属于散囊菌目发菌科曲霉属的一种真菌，可生长在土壤、小麦等基物上。该种分布于中国、巴西、印度、泰国、土耳其、美国等地。